# Маї-Ндомбе (провінція)
Маї-Ндомбе (фр. Mai-Ndombe) — провінція Демократичної Республіки Конго, розташована на заході країни.

## Географія
До конституційної реформи 2005 року провінція Маї-Ндомбе була частиною колишньої Бандунду. Адміністративний центр - місто Інонго. На території провінції розташоване озеро Маї-Ндомбе.
Населення провінції — 1 768 327 чоловік (2005).

## Адміністративний поділ

### Міста
- Бандунду

### Території
- Район Маї-Ндомбе (Mai-Ndombe)
  - Інонго
  - Кірі
  - Куту
  - Ошве
- Район Плато (Plateaux)
  - Болобо
  - Квамут
  - Мушие[en]
  - Юмбі[en]